# Restructuration
 (octobre 2016).
Améliorez-le ou discutez des points à vérifier. 
Une restructuration est une opération par laquelle un ensemble organisé (entreprise, gouvernement, unité de production, collectivité...) voit sa structure organisationnelle remaniée en vue d’atteindre une nouvelle configuration (et souvent pour faire des économies d'échelles et de dépenses).
En urbanisme et architecture, le terme désigne surtout le réaménagement d'un espace, d'un quartier ou d'un bâtiment. 
En psychologie, il désigne la reconstruction de la personnalité ou de l’individualité.
En économie, il désigne soit une opération à caractère financier (restructuration du capital, de la dette…), soit la réorganisation d'un secteur d'activité économique, d'une administration ou d'une entreprise. Dans ce dernier cas, la restructuration peut se traduire par la mise en cause de tout ou partie de ses activités et mener à des suppressions d'emplois ou des fermetures de site de production ou de gestion.

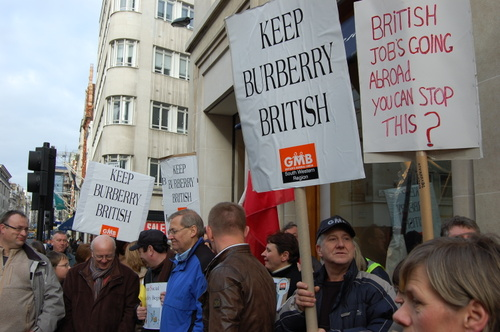
Manifestation devant un magasin Burberry à Londres contre la délocalisation de la production en Chine (novembre 2006).

Ce mot s’est popularisé dans les années 1980 pour désigner les réorganisations d’entreprises et leurs cortèges de plans de licenciements, au point qu'il est parfois considéré comme un euphémisme qui les désigne. Plus récemment, les restructurations se sont trouvées elles-mêmes euphémisées par l'expression « mutations industrielles », qui rend compte de leur permanence mais qui peut être aussi considérée comme plus déterministe et impersonnelle.
Formellement, la restructuration d'une entreprise pourra résulter :
- de l'abandon d'un produit ou d'une branche d'activité, voire de la cessation de l'activité de l'entreprise ;
- de l'adaptation de ses moyens de production à un niveau d'activité prévu ;
- de la délocalisation de certaines activités ;
- de l'externalisation de certaines fonctions ;
- de la réduction de doublons à la suite d'une acquisition ou d'une fusion ;
- de la réorganisation du travail, le plus souvent en relation avec un investissement.

Appréhendée en généralité, la nature du phénomène fait débat, les clés d’entrée étant multiples. Les restructurations et réorganisations d’entreprises s’inscrivent en effet dans une histoire économique contemporaine marquée par de profondes évolutions pouvant être abordées sous un angle historique mais aussi politique, juridique et social. De fait, elles soulèvent de nombreux enjeux dont sont porteurs une diversité d’acteurs, publics ou privés, au niveau des États, des entreprises ou des territoires.

## Généralités

### Les définitions des restructurations
Le mot restructuration est récent, la première attestation datant de 1957 selon la base de données du Centre national de ressources textuelles et lexicales CNRTL. Le phénomène en lui-même semble toutefois intemporel puisque la restructuration consiste à « donner une nouvelle structure » à un ensemble organisé.
Aux plans économique et social, la Direction générale Emploi de la Commission européenne considère que « les restructurations peuvent se concevoir à trois niveaux » :
1. au niveau intersectoriel, les restructurations portent sur le « déversement » des emplois entre grands secteurs (agriculture, industries, services), « des millions d'emplois [ayant] été créés dans le secteur des services, et détruits dans les secteurs manufacturiers et agricoles. » Il s’agit de « processus de grande amplitude [qui] prennent du temps et peuvent s'accompagner de risques pour la cohésion sociale au sens large ».
2. au niveau intrasectoriel, où les mouvements sont beaucoup plus nombreux, les restructurations résultent des « évolutions à l'intérieur de chaque secteur ou qui en modifient les contours ». Il s’agit « de restructurations qui sont le fruit d'améliorations technologiques et d'une tendance à l'augmentation de la valeur ajoutée des produits » et qui ont de fortes « implications sur la qualification, dé-qualification ou re-qualification », des travailleurs touchés par ce type de restructuration.
3. au niveau des entreprises, la restructuration « fait partie intégrante de la stratégie des firmes, nationale ou internationale, et de leur intégration sur le segment de marché qui les concerne. » Ce type de restructuration « résulte d'une réaction ou d'une anticipation par les firmes » dont « la résultante en termes de volume d'emploi au niveau de l'entreprise est parfois négative, lorsque la réorganisation de la production ou la delocalisation entraînent respectivement des réductions d'effectifs sur site ou une fermeture. Il s'agit alors d'effets localisés sur un site de production (effet local/régional) ».

Dans la recherche académique sur les restructurations, c’est ce dernier niveau qui a fait l’objet des définitions les plus nombreuses, d’autres termes, le plus souvent d’origine anglo-saxonne, étant par ailleurs fréquemment utilisés pour désigner des phénomènes similaires. Les deux principaux sont :
- Le downsizing, qui peut être défini comme une stratégie de réduction de la taille de l’entreprise. Par construction, il se traduit toujours par une réduction des effectifs.
- Le reengineering, qui peut être défini comme une action de réorganisation complète du processus de production d'une entreprise. Il ne se traduit donc pas nécessairement par une réduction des effectifs, mais l'expérience a montré que c'est le plus souvent le cas[4].

Le downsizing et le reengineering ont fait l'objet d'un engouement particulier, dès les années 1980 pour le premier, dans le courant des années 1990 pour le second. Les effets de mode managériale attachés à chacune des démarches se sont à présent assez largement estompés, mais les termes restent utilisés pour désigner les opérations de restructuration de façon générique et se trouvent associés aux travaux académiques nord-américains des 20 dernières années qui se sont révélés pionniers dans l'approche des restructurations d'entreprises. Si l’on fait donc abstraction de différences plus sémantiques qu'effectives, on trouve deux grandes catégories de définition :
- La première tend à souligner l’aspect décisionnel du phénomène. L’exemple classique est la définition de Bowman et Singh (1993) qui appréhendent la restructuration comme « un ensemble d’opérations dont l’objectif est d’acheter ou vendre des actifs, de modifier la structure du capital ou de transformer l’organisation interne de l’entreprise »[5]. Un autre exemple peut être trouvé chez Cameron (1994) qui aborde le phénomène comme un « ensemble d’activités entreprises par le management d’une organisation et destinées à améliorer l’efficacité organisationnelle, la productivité ou la compétitivité »[6].

- La seconde se focalise sur les effets de ces décisions sur l’entreprise et avant tout sur sa main-d’œuvre. Dans une acception large, Etzioni (1971) ou Galbraith (1973) définissent la restructuration comme « un déplacement des frontières de l'organisation par la modification du partage des facteurs de production, de la distribution des responsabilités et de l'autorité ou de l'affectation de l'espace physique »[7]. Cascio (1993) affirme que dans une restructuration, il s’agit principalement de procéder à « la destruction planifiée de positions ou d’emplois »[8]. Selon Moulin (2001), « la restructuration correspond à la stratégie intentionnelle d’une entreprise qui considère les réductions de la main-d’œuvre comme un moyen d’augmenter l’efficacité organisationnelle. Elle vise la réduction des coûts salariaux (en réduisant le nombre des salariés), la réorganisation du travail (en éliminant certaines positions) ainsi que les changements systémiques (améliorations continues) »[9].

Dans tous les cas, les restructurations ne se confondent pas avec le changement, la plupart des entreprises ayant développé des méthodes permettant d’intégrer le changement dans la gestion courante de l’activité et des comportements au travail. Mais elles en constituent une modalité particulière qui présente la caractéristique d’organiser de brusques ruptures d’avec la stabilité antérieure et les routines établies.

### Les «moteurs» des restructurations
Si les restructurations peuvent être appréhendées à plusieurs niveaux, la place qu’y tiennent les entreprises est centrale puisque, in fine, c’est à leur niveau que s’opèrent les évolutions concrètes d’activité et les actions de recomposition des structures financières et organisationnelles. À cet égard, Vincent Ramus (1999) distingue sept « moteurs » principaux des restructurations :
- la « course chaînée à la croissance » que se livrent les grandes entreprises entre elles. Cette dynamique, à la fois menée et subie par les grandes entreprises, serait guidée par la nécessité de maintenir un rapport de force lié à la taille. Elle conduirait à des mouvements de concentration qui sont eux-mêmes de puissants leviers de réorganisation interne des groupes ;
- la recherche de création et de capture de valeur, « par le haut », en cherchant à acquérir des positions dominantes sur les marchés, et « par le bas », en cherchant à réduire les coûts et à optimiser les économies d’échelle. Elle conduirait à engager des démarches continues de sélectivité des marchés et de recherche d’économies ;
- le recentrage sur le « cœur de métier »[12], visant à assurer une meilleure lisibilité de l’activité et à externaliser les contraintes, notamment de productivité et de gestion des aléas conjoncturels, en particulier pour les segments d’activité banalisée ou à moindre valeur ajoutée. Cette démarche conduirait à des mouvements de désengagement d'activités, d’outsourcing ou d'externalisation d'activités, de délégation à des partenaires ou de travail en réseau[13] ;
- l'évolution des modèles et des systèmes de management avec, en particulier, la diffusion des méthodes de reengineering et le pilotage par lignes de services ou de produits, ou encore par missions focalisées sur un des éléments de la chaîne de valeur. Ces méthodes auraient permis de dépasser le pilotage par le site, l’établissement ou le pays et ouvert à de nouveaux gisements de productivité au travers de la gestion par les processus ;
- la normalisation des systèmes de gestion et d’information à l’échelle des groupes internationaux qui autorise une forte dissociation entre la géographie et l'ensemble des outils de pilotage et de contrôle. La mobilité interne des facteurs de production s’en trouverait favorisée à l’échelle mondiale ;
- l'impact des nouvelles technologies sur le transfert d'information, indépendamment des flux physiques. Là encore, la mobilité des facteurs de production, interne et externe, au niveau mondial, s’en trouve facilitée ;
- la levée des appréhensions sur les risques géopolitiques, du fait de l’inscription d’un nombre croissant de pays dans l’économie de marché. Ce mouvement concernerait la grande Europe, y compris sur sa frange orientale, mais aussi l’Asie.

De cette revue des « moteurs » des restructurations, il ressort que la question de la localisation des activités des grandes entreprises constitue un facteur-clé dans la détermination des mouvements de restructuration. Toujours selon Ramus, les mouvements initiés par les groupes prennent en compte trois critères, dans des termes variables selon les secteurs :
- des critères stratégiques, concernant par exemple les modalités de prise de position et de couverture du marché mondial ;
- des critères économiques, concernant en particulier la gestion des coûts dans les différentes composantes du compte de résultat ;
- des critères techniques, concernant en particulier l’optimisation de la gestion des actifs, notamment immobiliers.

Il en résulte ce qu’il nomme « l’entreprise éclatée », c’est-à-dire une entreprise dont « la localisation des activités est optimisée sur des critères spécifiques, attachés à la production de la valeur de chacun des composants des processus ». Cette entreprise, toujours mobile, entraîne derrière elle les réseaux de prestataires, de sous traitants et d’activités induites qu’elle suscite localement et qui sont eux-mêmes amenés à se restructurer en fonction de ses mouvements.

### La mesure des restructurations
Les restructurations font l’objet de nombreux débats mais l’ampleur du phénomène et de ses conséquences est mal connue. Ainsi, en Europe, si tous les pays sont en mesure de produire une statistique, plus ou moins fiable, du nombre des licenciements, en distinguant le plus souvent les licenciements « pour motif économique » (mais les définitions, périmètres et contextes réglementaires auxquels renvoient cette notion sont variables) des autres licenciements, aucun n’a mis en place un dispositif de suivi des restructurations proprement dites. A fortiori, aucun n’est en mesure de rendre compte régulièrement des trajectoires individuelles des travailleurs qui ont perdu leur emploi à la suite d’une restructuration. En matière d’accompagnement social, presque toujours, c’est l’obligation de moyens qui semble dominer et la mise en place de mesures jugées consistantes emporter la présomption de résultats.
La fondation de Dublin (European Foundation for the Improvement of Living and Working Conditions) a cependant mis en place un observatoire des restructurations au sein de l’European Monitoring Centre on Change (EMCC), l’European Restructuring Monitor (ERM). L’information collectée est toutefois parcellaire : elle recense, à travers un dépouillement de la presse quotidienne nationale des pays de l’union européenne, les annonces d’au moins 100 suppressions d’emplois ou d'au moins 10 % des effectifs dans les entreprises employant au moins 250 salariés. Ainsi, pour la France, l’observatoire a relevé 158 restructurations représentant un total de 55 000 suppressions d’emplois en 2006, à comparer, pour la même période, à 1 305 plans de licenciements collectifs notifiés à l’administration du travail et plus de 900 000 licenciements (tous motifs confondus) sur la base des déclarations d’inscription à l’agence nationale pour l’emploi (ANPE).

## Approche historique
Bernard Gazier (2005) relève que « les pertes d’emplois dues aux restructurations industrielles sont aussi anciennes que le capitalisme ». Les formes qu'elles empruntent sont toutefois diverses selon les lieux et les époques.

### De la révolution industrielle aux trente glorieuses

#### Les pays industrialisés
L’histoire économique moderne témoigne d’accélérations périodiques génératrices d’importantes vagues de restructurations, qu’il s’agisse du mouvement de rationalisation industrielle des années 1920, selon les principes de l'organisation scientifique du travail et du taylorisme, ou de celui d’automatisation des années 1950 puis de l'informatisation et de la robotisation.

### Depuis les années 1970

#### L'Occident
Selon Lebert et Vercellone (2003), de la première révolution industrielle à l’apogée du fordisme dans les années 1960, « les rythmes économiques et sociaux étaient scandés, durant des périodes relativement brèves, par des processus de restructuration correspondant à la mise en place de paradigmes techno-productifs successifs : une « grappe » d’innovations techniques, organisationnelles et institutionnelles radicales était suivie par des périodes relativement longues de consolidation d’un modèle productif s’inscrivant dans un régime de croissance stabilisé ».
Mais nous connaitrions depuis lors une nouvelle accélération et les restructurations auraient, depuis une quarantaine d’années, changé de nature. En effet, selon Marie Raveyre (2005), au-delà d’effets liés aux technologies et à l’essor d’un « capitalisme cognitif », les restructurations résultent de la conjonction de plusieurs facteurs, avec notamment : la montée de la financiarisation de l’économie ; la globalisation de la production et de la concurrence ; le développement des services. Ainsi, « désormais l’économie et les entreprises tendent à entrer dans un état durable d’instabilité : la recherche de flexibilité et d’adaptation conduit à des redéfinitions récurrentes des contours des activités et des frontières de la firme, ce qui s’accompagne de la montée de modèles organisationnels en réseaux ». On serait donc moins désormais confronté à des crises liées à des désajustements ou à des adaptations transitoires, qu’en présence d’un « mouvement de reconfiguration permanent ». Dès lors, le phénomène est devenu, tandis qu’il se banalisait, beaucoup plus difficile à circonscrire et à maîtriser, d’autant que dans le même mouvement, les contours de l’entreprise sont devenus de plus en plus difficiles à discerner sous l’effet des stratégies de « recentrage sur le cœur de compétence » pratiquées par nombre de groupes à partir des années 1980, de la multiplication des relations de sous-traitance et de la diffusion des organisations en réseaux.
Cette analyse est à présent largement partagée. Ainsi, Aggeri et Pallez (2005) considèrent-ils que « jusqu’aux années 1970, les restructurations industrielles désignaient des phénomènes bien identifiés : elles concernaient un petit nombre de secteurs industriels dont l’adaptation paraissait douloureuse, mais inéluctable (textile, chantiers navals, sidérurgie…) ». Mais, à présent, « la restructuration est devenue un outil permanent d’adaptation industrielle des entreprises, à la recherche d’une compétitivité croissante, qui, en outre, est souvent pensée à une échelle transnationale ».

#### L'ex-empire soviétique
Au début des années 1990, la chute de l’empire soviétique ouvre la voie à un énorme chantier de restructuration économique des pays d’Europe de l’Est. Comme le notent Maxime Petrovski et Renaud Fabre, « le « laboratoire » du changement économique en Russie a permis de tester pour la première fois les idées et les techniques de changement proposées par les économistes dominants, hors du champ des économies en développement ». Au plan des idées, se sont alors affrontées deux conceptions de la conduite du changement : les partisans de la « thérapie de choc » et ceux d’une approche dite « évolutionniste » ou « graduelle ». Les pays concernés, souvent qualifiés d’économies de transition, optèrent généralement pour la première, à l’exception de quelques pays comme la Biélorussie et la Slovénie. C’est le cas notamment du premier d’entre eux, la Russie. À partir de janvier 1992, le gouvernement russe d’Egor Gaïdar libéralise la plupart des prix et abaisse les droits de douane sur les produits importés. Parallèlement, il engage un vaste programme de privatisation des entreprises, qui donne lieu notamment à la distribution de vouchers (coupons distribués à tous les citoyens russes donnant droit à l’achat d’actions des entreprises privatisées). Six ans plus tard, le PIB de la Russie se trouve réduit de près de moitié et environ 40 % de la population vit au-dessous du seuil de pauvreté, lorsque survient le krach financier de 1998.

## Approche économique

### Macroéconomique
Les restructurations s'inscrivent dans le mouvement permanent impulsé par l'économie capitaliste. Les références théoriques qui en rendent compte peuvent être recherchées dans les théories économiques qui traitent du commerce international, du progrès technique ou des crises économiques.

#### Le commerce international

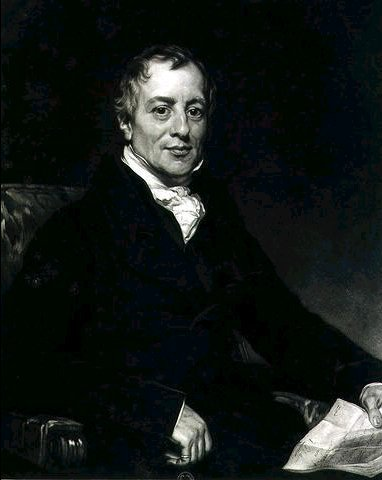
David Ricardo publie en 1817 Des principes de l'économie politique et de l'impôt où il expose la théorie de l'avantage comparatif.

Dès 1776, la théorie des avantages absolus d’Adam Smith, selon laquelle chaque pays a avantage à se spécialiser dans les activités où il est le plus compétitif et à abandonner celles où il ne l’est pas, fournit une première explication aux réallocations internationales des activités en fonction du degré d’ouverture des systèmes d’échanges économiques.
Une quarantaine d’années plus tard, la théorie des avantages comparatifs de David Ricardo viendra nuancer la rigueur de l’approche d’Adam Smith en démontrant que chaque pays, s’il se spécialise dans la production pour laquelle il dispose de la productivité non seulement la plus forte mais aussi la moins faible comparativement à ses partenaires, accroîtra sa richesse nationale. Cette théorie viendra nourrir les controverses entre partisans du libre-échange et partisans du protectionnisme dans un contexte où les corn laws, qui visaient à protéger l’agriculture céréalière britannique, venaient d’être adoptées. Car dans le passage d’une situation à une autre, il y a nécessairement, au sein de chaque pays, des gagnants et des perdants. En effet, comme l’observent Lassudrie-Duchêne et Ünal-Kesenci « le gain à l’échange analysé par la théorie n’est pas un gain net. La spécialisation, mode opératoire du passage de l’autarcie au libre échange, se traduit par des processus coûteux et qui peuvent être socialement pénibles : réallocation de facteurs, obsolescence de capitaux non amortis, abandon de terres inutilisées, perte de compétence de la main d’œuvre, migrations sectorielles et géographiques, coûts des emprunts de capitaux nouveaux, etc. ».
Ces controverses n’ont pratiquement pas cessé depuis. Pour les uns, il s’agit de créer les conditions d’une utilisation optimale des facteurs de production par la spécialisation géographique, quitte à limiter certaines externalités au niveau national par des subventions ciblées ou à financer le coût des restructurations et de leurs conséquences par une redistribution des bénéfices obtenus ; pour les autres, il s’agit de préserver les activités existantes ou naissantes et les intérêts qui s’y trouvent attachés.
Au fil des critiques qui lui ont été adressées, la théorie s’est sophistiquée, intégrant des variables de plus en plus nombreuses et des hypothèses diverses, mais ses conclusions, qui font largement consensus parmi les économistes, sont demeurées globalement inchangées.
Originellement, la théorie des avantages comparatifs s’applique à des échanges entre pays. Or, le développement des entreprises multinationales et la concentration locale des activités à partir des années 1950 vont conduire à un déplacement de la problématique des politiques nationales vers les politiques d’entreprises et les politiques territoriales. Ainsi, les travaux de l’économie industrielle et de l’économie spatiale des années 1960 et 1970 ou, plus tard, de la nouvelle économie internationale et, tout particulièrement, de Paul Krugman, relativisent les approches macro-économiques globales des sources de la compétitivité internationale afin de tenir compte des stratégies des firmes et de l’existence de déterminants territoriaux dans la construction de la performance. Ils rejoindront la théorie des avantages compétitifs formalisée par Michael Porter au début des années 1980. D’un point de vue économique, cette théorie introduit l’hypothèse de rendements croissants « conditionnés par l’existence d’externalités liées à la localisation des firmes dont les effets résultent d’une combinaison multiple de mécanismes économiques relatifs tant à l’organisation spatiale des activités qu’aux choix industriels et stratégiques des firmes ». Dans cette perspective, les firmes multinationales recherchent notamment la meilleure adéquation ou la moindre désadéquation possible entre leurs avantages compétitifs et les avantages comparatifs des zones où elles s’implantent. Elles vont ainsi déplacer leurs activités pour atteindre une configuration qu’elles chercheront à optimiser en permanence, tant sur le plan de l'offre (qualification et coût de la main d’œuvre, environnement technologique, infrastructures disponibles, réglementations en vigueur…) que de la demande (taille et accessibilité du marché, proximité culturelle…).
Selon certains auteurs, cette dynamique, où la spécialisation régionale est de plus en plus souvent le produit des stratégies de firmes mondialisées en position de concurrence oligopolistique, n'obéit plus au principe des avantages comparatifs ricardiens « mais relève d'un retour à la conception smithienne des avantages absolus [selon laquelle] les activités d'un pays dont la productivité est inférieure à celle des pays concurrents sont condamnées à disparaître ».

#### Le progrès technique

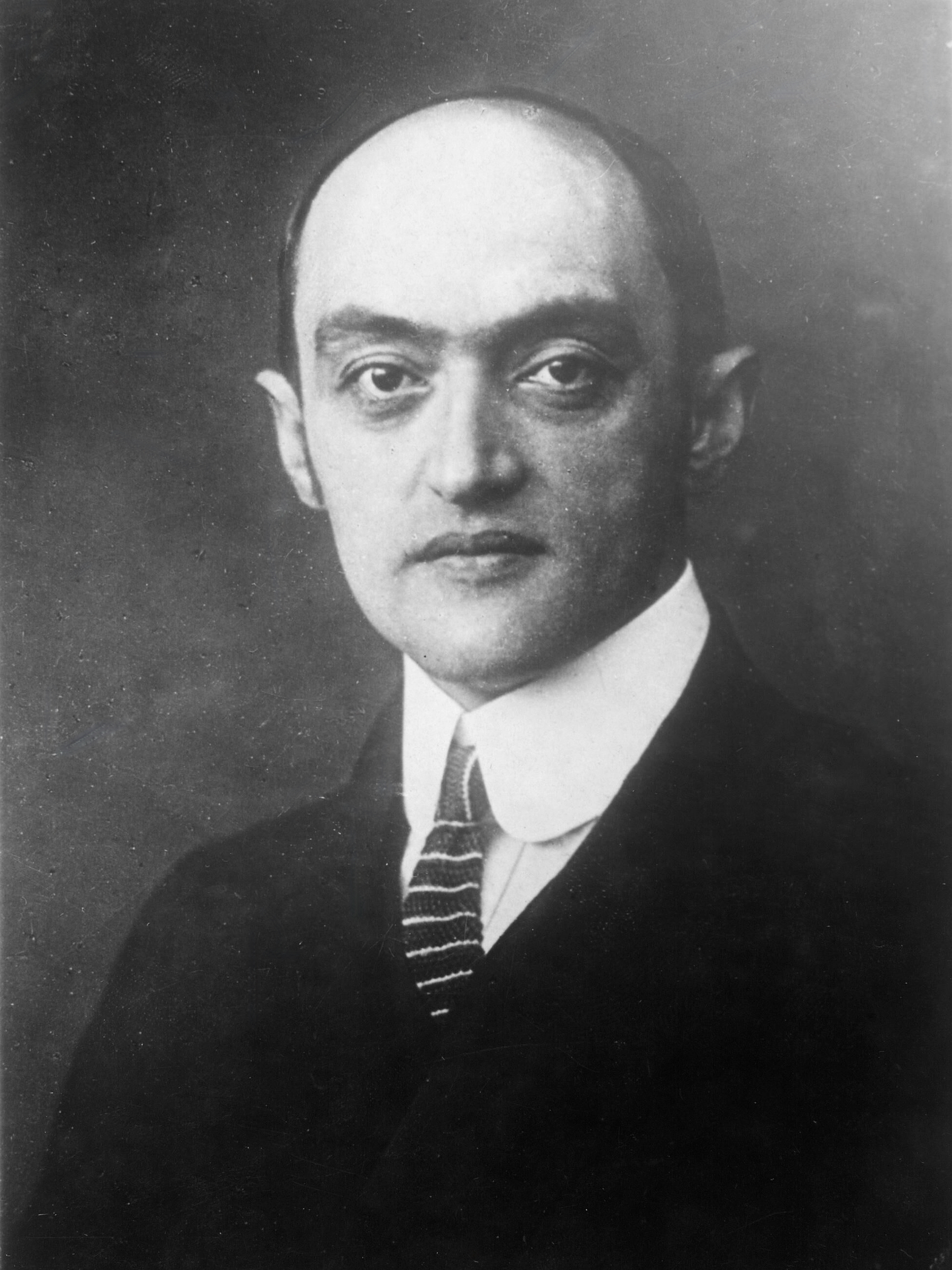
En 1911, Joseph Schumpeter publie sa Théorie de l'évolution économique, qui décrit pour la première fois le processus de destruction créatrice.

Le processus de destruction créatrice décrit par Joseph Schumpeter propose une autre explication au phénomène de restructuration régulière de la combinaison des facteurs de production.
Pour Schumpeter, c’est l’innovation, et principalement l’innovation technique, couplée à l’investissement, qui est à l’origine de ce qu’il nomme « l’évolution économique ». S’inscrivant dans les pas de Lescure et de Kondratiev, il affirme que les innovations ne surviennent pas de façon isolée et linéaire. Elles surviennent par grappes, en période de stagnation ou de dépression économique, alors que le crédit est abondant du fait de la généralisation de la grappe d’innovations précédentes, et donc de la réduction des investissements innovants.
Schumpeter distingue ainsi trois cycles économiques en rapport avec autant de grappes d’innovations relatives à une technologie :
- 1789 - 1848, avec un point culminant « aux alentours de 1800 » : essor de la machine à vapeur et mécanisation du textile,
- 1849 - 1897, avec un point culminant « juste avant 1857 » : développement des chemins de fer et de la sidérurgie,
- à partir de 1900, avec un point culminant « vers 1911 » : expansion des machines mues à l’électricité et les moteurs à combustion.

C’est alors le progrès technique, porté par l’entrepreneur innovateur, qui est au cœur d’un processus régulier de réallocation des ressources, de renouvellement des compétences et de redistribution spatiale des emplois. En effet, « l'impulsion fondamentale qui met et maintient en mouvement la machine capitaliste est imprimée par les nouveaux objets de consommation, les nouvelles méthodes de production et de transport, les nouveaux marchés, les nouveaux types d'organisation industrielle - tous éléments créés par l'initiative capitaliste ». « Or ces évolutions se traduisent chaque fois par une avalanche de biens de consommation qui approfondit et élargit définitivement le courant du revenu réel, même si, initialement, elle provoque des troubles, des pertes, et du chômage ».
La théorie de Schumpeter sera contestée, notamment parce qu’elle n’explique ni comment naissent les innovations, ni surtout pourquoi elles surviendraient par vagues successives plutôt que sous la forme d’un courant continu d’intensité variable. Pourtant, l’ampleur et la persistance du ralentissement de la croissance économique dans les années 1970 et 1980 ont conduit à l’émergence d’un courant néo-schumpétérien pour lequel l’ajustement des politiques économiques resterait sans effet tant qu’une nouvelle grappe d’innovations ne viendrait pas offrir de nouveaux champs à l’investissement et relancer la demande. Ce diagnostic ouvre à une macroéconomie de l’offre où les incitations et les aides en direction des entreprises innovantes (comme le dispositif des pôles de compétitivité français) trouvent leur place.
Le progrès technique est également à l'origine de la théorie du déversement d'Alfred Sauvy selon laquelle les gains de productivité qu'il permet dans un secteur d'activité conduisent au transfert des emplois vers un autre.
Plus généralement, en dehors de tout débat théorique, la référence au processus de destruction créatrice de Schumpeter est couramment utilisée pour évoquer la disparition régulière d’activités et de métiers dont l’existence est mise en cause par la diffusion de nouvelles techniques et l’apparition de nouvelles activités ou métiers (par exemple, la taille des pierres après l’avènement de l’usage du béton dans la construction au début du XXe siècle).

#### Les crises
Les crises économiques sont un autre vecteur des restructurations par les effets de disparition et de concentration des entreprises qu’elles engendrent. Selon Bernard Rosier (2003), les crises « classiques » se caractérisent par une contraction brutale de la production, une chute des prix, des faillites nombreuses, une montée du chômage et un recul du salaire, des tensions sociales, avec souvent pour « détonateur » un krach boursier ou bancaire.

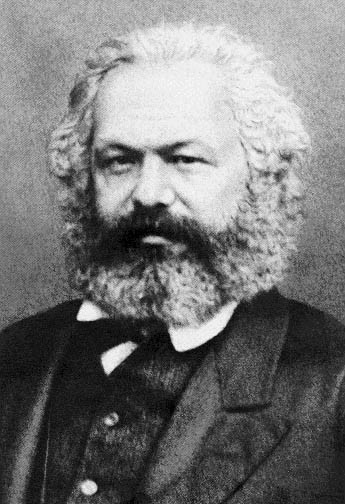
En 1885, le Livre II du Capital de Karl Marx présente les schémas de la reproduction élargie qui établissent les conditions de l'équilibre entre les moyens de production et de consommation.

Elles ont fait l’objet d’une littérature économique particulièrement abondante depuis le début du XIXe siècle. Les approches proposées peuvent être scindées en deux grandes catégories :
- les approches classiques et néoclassiques qui s’appuient sur la loi des débouchés de Jean-Baptiste Say, selon laquelle la production crée sa propre demande. Pour ces économistes, les crises résultent d’accidents conjoncturels exogènes. En particulier, les tenants de la théorie de l’équilibre général de Walras considèrent que la crise ne peut résulter que de facteurs externes, comme l'intervention de l'État, venant entraver le libre jeu des marchés autorégulateurs.
- les approches qui contestent la réalité de la loi des débouchés et théorisent une déconnexion de la production et de la consommation. Pour ces économistes, les crises sont consubstantielles au système capitaliste et par conséquent structurelles et endogènes. Malthus et Sismondi ont les premiers mis en lumière cette disjonction avant que Karl Marx ne produisent une théorie achevée des crises du mode de production capitaliste. Plus tard, Keynes, par des voies différentes, établira une théorie similaire fondée sur les anticipations pessimistes des entrepreneurs qu’il propose d’infléchir par des mesures de soutien à la consommation.

Le constat de la récurrence des crises dès le milieu du XIXe siècle conduira par ailleurs à mettre en évidence des cycles économiques, parmi lesquels le cycle des affaires décrit par Juglar en 1860.
À partir de ces approches génériques, les théories se sont multipliées, qu’elles imputent la survenue des crises économiques à une ou plusieurs causes. Tentant une synthèse, Bernard Rosier énonce que la crise résulte « de la non-adéquation entre les capacités de production mises en place et la demande effective, d’où une tendance à la surproduction (Marx, Aftalion), jointe à l’élévation des coûts et en particulier du taux de l’intérêt (Wicksell, Lescure, Keynes) et à la réduction brutale du crédit (Fisher, Hawtrey) dans une ambiance de fort endettement ».
Dans tous les cas, en situation de crise, la restructuration des entreprises et celle du secteur financier sont étroitement liées. En effet, soit les faillites bancaires vont mettre en difficulté les entreprises, soit les entreprises endettées vont se trouver dans l’incapacité d’honorer le service et les échéances de leurs dettes mettant ainsi en danger l’équilibre des institutions prêteuses. Les opérations de restructuration vont alors consister :
- pour les entreprises, à céder des actifs pour se procurer des ressources, à abandonner les activités les moins rentables et à réduire les coûts des activités conservées, en particulier les coûts de main d’œuvre. Celles qui n’y parviennent pas pourront soit être reprises par de nouveaux investisseurs, souvent étrangers, qui apportent des capitaux frais, soit être liquidées ;
- pour le secteur financier, à consentir des conversions de dettes en prises de participation ou obligations à plus faible rendement, à rééchelonner des échéances, à accorder des réductions de taux d’intérêt et à abandonner des créances. Là encore, les établissements les plus exposés pourront être liquidés, repris par des institutions plus solides ou être nationalisés.

### Microéconomique
Le nouveau régime des restructurations depuis les années 1970 a amené les chercheurs en économie à s'interroger sur les effets des restructurations sur les performances, financières ou opérationnelles, et sur la valorisation boursière des entreprises.

#### Les effets sur la performance
Bowman et Singh (1993) distinguent trois grandes catégories de restructurations, le plus souvent liées :
- les restructurations financières, qui engagent une modification substantielle de la structure du capital de l’entreprise (leveraged buy-out), recapitalisation, swap de dettes en capital, rachat d’actions…) ;
- les restructurations de portefeuille, qui engagent une modification de la structure des actifs ou des activités de l’entreprise (fusion-acquisition, liquidations, désinvestissements, ventes d’actifs, scissions…) ;
- les restructurations organisationnelles, qui engagent une modification de l’organisation interne de l’entreprise (redéfinition des divisions, réorganisation des services, réduction des effectifs…).

L’analyse de 52 études réalisées entre la fin des années 1980 et des années 1990 montre que les restructurations sont des phénomènes très hétérogènes. Elle fait aussi apparaître des résultats contrastés dont la synthèse conduit aux principales conclusions suivantes :
- ce sont les restructurations financières qui améliorent le plus fréquemment la performance. Toutes les autres ne sont toutefois pas bénéfiques, les meilleurs résultats étant associés aux opérations de LBO ;
- les restructurations de portefeuille conduisent également souvent à une amélioration des résultats financiers, les meilleures performances étant associées aux opérations de spin offs ;
- les restructurations organisationnelles sont plus aléatoires, avec pour moitié des effets positifs et pour moitié des effets négatifs ;
- au total, de nombreuses formes de restructurations ont des effets positifs, bien que généralement modestes, sur la performance évaluée tant sur le plan des résultats que de la valeur pour l’actionnaire.

Les auteurs soulignent par ailleurs quatre limites à ces approches :
- les externalités négatives ne sont pas prises en compte dans les évaluations, de sorte que les effets sur la performance peuvent être plus des effets de transfert que de création de valeur. On rencontre ainsi des cas où les salariés, la communauté, les créanciers ou même les clients ont eu à pâtir d’une restructuration tandis que les actionnaires en ont bénéficié ;
- les restructurations s’inscrivent aussi dans une dynamique de changement qui conduit à une élimination des entreprises qui ne s’adaptent pas assez profondément ou assez rapidement. Cette dynamique échappe dans une large mesure au contrôle des dirigeants ;
- les évaluations étudiées portent sur une comparaison des performances avant et après la restructuration. Mais elles ne permettent pas de répondre à la question : que se serait-il passé si la restructuration n’avait pas été réalisée ?
- les mesures de la performance utilisées ne sont pas nécessairement pertinentes. Les entreprises ne doivent pas seulement se restructurer pour surmonter leurs difficultés passées, elles doivent aussi se réinventer pour atteindre à un potentiel de croissance renouvelé. Mais ce n’est pas cette faculté qui est mesurée.

Une enquête de le Society for Human Resource Management (2002) menée en 2001 auprès de 572 professionnels de la gestion des ressources humaines fait apparaître que seules 32 % des restructurations conduisent à une amélioration du résultat net et 25 % à une amélioration de la productivité. Ces résultats sont un peu inférieurs à ceux produits par l'American Management Association dans les années 1990, qui font état, selon les années, d'une amélioration des résultats dans 35 % à 50 % des cas, mais aussi de problèmes de qualité des biens et des services, seules 35 % des entreprises restructurées l'ayant améliorée sur le long terme selon l'enquête de 1996. Ces résultats sont toutefois contestés, notamment par une étude de De Meuse, Bergmann, Vanderheiden et Roraff (2004) qui observent, à partir d’une analyse sur longue période (12 ans), que d’une part, les entreprises qui ont restructuré présentaient en moyenne des performances financières inférieures à celles qui ne l’ont pas fait et que d’autre part, au-delà de trois ans, les performances des entreprises restructurées rejoignent celles des entreprises qui ne l’on pas été. Plus précisément, dans le contexte français, Reynaud et Degorre (2007) concluent, à partir d'une analyse comparative sur la période 1994 à 2000 des entreprises qui ont supprimé des emplois en 1996, en distinguant entreprises cotées et non cotées, que :
- Les entreprises cotées restructurent afin d’éviter une baisse de leurs performances financières tandis que les entreprises non cotées restructurent en dernier recours afin d’éviter une situation de faillite ;
- La rentabilité économique (Return on assets) moyenne ne s’améliore que très faiblement après restructuration (1,8 % entre 1995 et 2000) ;
- Tant pour les entreprises cotées que pour les entreprises non cotées, la performance financière (Rentabilité des capitaux propres) moyenne ne s’améliore pas après restructuration[45].

La question des effets des restructurations sur la performance reste par conséquent un sujet controversé sur lequel la recherche n'est pas parvenue encore à une conclusion simple.

#### Les effets sur la valorisation
Une étude réalisée par Cascio et Young (2001) à partir de l’analyse des entreprises figurant dans le S&P 500 entre 1982 et 2000 n’a trouvé aucune corrélation entre les suppressions d’emplois massives et la rentabilité ultérieure des actifs. De même, une étude de Bain & Company (2001) tente de faire le lien entre les effets attendus des restructurations et leurs résultats. Elle montre que les entreprises du S&P 500 qui ont supprimé plus de 10 % de leur effectif entre août 2000 et août 2001 ont enregistré une chute de 38 % de leur cours de Bourse et que celles qui en ont supprimé 3 à 10 % ont vu leur cours stagner tandis que l’ensemble des autres entreprises enregistrait une hausse de 9 %. Cet écart ne serait pas uniquement dû à la situation intrinsèque des entreprises : parmi celles qui ont vu leur activité baisser d’au moins 5 %, celles qui ont réduit leur effectif enregistrent une baisse moyenne de 8 % du cours de leurs actions tandis que celles qui ne l’ont pas fait connaissent une hausse de 19 %. L’étude en conclut que les réductions d’effectif peuvent coûter plus qu’elles ne rapportent : l’entreprise devra faire face à des frais de licenciement, d’outplacement, à une perte de confiance et de crédibilité, à des pertes de compétences.
Finalement, Allouche, Laroche et Noël (2004), au terme d'une méta-analyse portant sur 14 études, concluent dans les termes suivants : « Cette recherche se donnait pour objectif d’explorer la relation entre suppression d’emplois et performances de l’entreprise afin de trancher un débat récurrent : est-elle bénéfique ? Si oui, dans quelles conditions ? Si non, pourquoi y a-t-on si souvent recours ? Il apparaît qu’elle peut être bénéfique lorsqu’elle s’inscrit dans un projet cohérent, qu’elle est utilisée au-delà de ces cas précis, et que les causes de ce dépassement du champ d’efficacité ne sont pas à chercher du côté des marchés financiers ». Ainsi, les décisions de restructuration adoptées par les directions d’entreprises ne seraient-elles pas toujours judicieuses, pas plus que les marchés financiers ne viendraient nécessairement les légitimer.

## Approche gestionnaire
Les chercheurs en gestion se sont intéressés aux mécanismes internes à l'entreprise qui conduisent à une décision de restructuration et en gouvernent le déroulement ainsi que sur ses effets induits, internes et externes. La prise en compte des effets externes des restructurations a notamment ouvert la voie à un questionnement sur l'exercice de la responsabilité sociale des entreprises, tant aux États-Unis qu'en Europe.

### La décision de restructuration
Selon Tristan Boyer (2002), le processus conduisant à la décision de restructuration est masqué par les argumentaires publics avancés par les entreprises pour justifier leur projet : les contraintes juridiques et sociales imposent de présenter les restructurations comme étant dictées par des contraintes exogènes liées « au marché », aux caractéristiques de l'entreprise et mettant en cause sa pérennité. Pour lui, ces argumentaires « masquent partiellement une réalité fondamentale qui est le fait que le projet de licenciement résulte d’une décision de gestion, c'est-à-dire d’une décision stratégique prise par les dirigeants et le conseil d’administration, déclinée dans l’organisation par les directions générales (qui en définissent les modalités et les moyens), à qui il appartient de choisir entre différentes alternatives ». Rachel Beaujolin (1998) observe, en examinant les décisions de restructuration à la lumière des analyses de Michel Berry sur les instruments de gestion, que ces décisions découlent du mode d’usage des outils de gestion dont se sont dotées les entreprises, lesquels d’une part désignent les effectifs comme la principale variable d’ajustement et d’autre part fonctionnent comme des « machines de gestion » qui « inscrivent la décision de réduction des effectifs dans une dynamique répétitive, laissant penser à une forme de réaction réflexe ». Une conclusion similaire est formulée par McKinley et Scherer (2000) qui soulignent deux conséquences induites par les restructurations organisationnelles : la production d’un pli cognitif chez les dirigeants d’entreprises et de désordres dans l’environnement de l’entreprise qui viennent renforcer la nécessité de restructurer à nouveau.
Dès lors que la pertinence des modalités de décision est mise en cause, la question de la validité des décisions de restructuration, au moins dans certaines circonstances, se trouve posée, sous deux abords principaux : celui des effets obtenus au regard des résultats attendus, et celui des effets induits, le cas échéant ignorés lors de la prise de décision.

### Les effets internes
La restructuration pourra affecter le moral et la loyauté des salariés restants, qui seraient dès lors moins impliqués et productifs et pourra même engager la santé de l’encadrement. Ces conclusions sont présentées notamment dans une étude réalisée par la compagnie d'assurance CIGNA et l’American Management Association qui met également en évidence une forte progression des pathologies liées au stress dans les entreprises restructurées. Ces résultats sont toutefois probablement à nuancer en fonction du contexte, une étude exploratoire de Cornolti (2004) tendant à montrer que le désinvestissement des salariés restants est d'autant plus faible que « les salariés appartiennent à des zones d’emplois atones voire en déclin, que leur qualification est faible et que leur âge n’autorise pas un départ anticipé (préretraite) et est perçu comme non attractif sur le marché du travail. En d’autres termes, dès lors que le contexte personnel et environnemental des individus génère un fort sentiment d’insécurité de l’emploi ». L’incidence potentiellement négative des restructurations sur les salariés restants est toutefois aujourd’hui prise au sérieux dans certaines opérations d’envergure, en particulier aux États-Unis où l’on a vu se développer à partir du milieu des années 1990 des programmes d’« empowerment » et de « loyalty enhancement » associant intérêt au travail, gratifications (attributions d’actions, de jours de congés exceptionnels…) et communication.
Mais par-delà les effets sur la motivation individuelle des salariés restants, les restructurations ont des effets sur les pratiques de travail, ainsi que l’analyse Marie Raveyre (2005, 2008) : « Les réorganisations récurrentes des entreprises conduisent à déstabiliser les collectifs de travail et à des dysfonctionnements multiples. Souvent non pris en compte par le management, ces désordres pèsent sur les pratiques quotidiennes des salariés, ce qui a pour conséquence une détérioration des conditions de travail ». Cet impact sur les salariés restant se présente, suivant l'auteur, comme « un point aveugle des restructurations », encore insuffisamment étudié.

### Les effets externes
Les effets externes des restructurations viennent nourrir un assez large mouvement d’opinion qui se traduit notamment par l’intégration progressive de cette problématique dans les approches du développement durable et de l’investissement socialement responsable. Les dimensions prises en compte portent toutefois plus sur les aspects sociaux (modalités de gestion des suppressions d’emploi) que sur les aspects économiques (opportunité de la décision).
De fait, une étude de Farber (2005) fait apparaître qu’aux États-Unis, en 2004, parmi les salariés qui ont perdu involontairement leur emploi entre 2001 et 2003 :
- 35 % sont sans emploi,
- 13 % de ceux qui occupaient un emploi à temps plein occupent un emploi à temps partiel,
- ceux qui occupaient un emploi à temps plein et en ont retrouvé un gagnent en moyenne 13 % de moins que dans leur emploi précédent, soit, compte tenu de l’évolution moyenne des salaires sur la période, un manque à gagner de 17 %.

## Approche institutionnelle

### Internationale

#### Financière
Les institutions financières internationales, au premier rang desquelles figurent le Fonds monétaire international (FMI) et la Banque mondiale, ont partie liée à la question des restructurations à deux niveaux étroitement interdépendants : en tant qu’acteurs de la restructuration de la dette des pays débiteurs et en tant que conseils et prêteurs agissant sous condition de mise en œuvre de réformes structurelles, génératrices de restructurations dans les pays débiteurs.
Depuis la crise de la banque britannique Baring en 1890, le développement très important du marché du crédit international s’est accompagné de nombreuses crises de paiement de nations endettées. Un point culminant est atteint avec la grande crise de 1929, qui déclenchera la décomposition du marché international des capitaux et le défaut de paiement de la dette publique d’un grand nombre de pays. La nécessité d’un « prêteur en dernier ressort » apparaît alors comme l’un des enseignements les plus marquants des années 1930 et jette les bases du consensus qui conduira à la création du FMI et de la Banque mondiale à Bretton Woods en 1944. Le FMI recevra pour mandat l’équilibrage des balances des paiements ; la Banque mondiale, le financement de la reconstruction, du développement et de l’investissement.
Peu actif jusqu’aux années 1970, le débat sur la gestion de la dette des nations a retrouvé toute son acuité à partir du milieu des années 1970 avec l’endettement généralisé des pays en voie de développement, mais surtout dans les années 1980 et 1990 avec la résurgence de crises financières internationales de grande ampleur (nouveaux pays industrialisés à partir de 1982 ; Mexique, Asie, Russie dans les années 1990 ; Turquie, Argentine, nouvelle crise du Brésil dans les années 2000…).

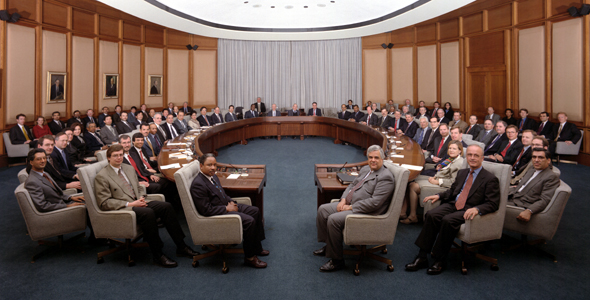
L'assemblée des gouverneurs du FMI représentant les 185 pays membres.

L’intervention habituelle du FMI en cas de défaillance consiste à rétablir la solvabilité des États par un ensemble de mesures de restructuration - c’est-à-dire de rééchelonnement, voire de réduction (abandon de créances) ou d'augmentation (injection d'argent frais) - de créances publiques (il est cependant à noter que le terme de « rééchelonnement » est parfois opposé au terme de « restructuration » qui est alors seulement employé dans un sens restreint d'abandon d'une partie des créances dues) et de programmes d’ajustement structurel, et donc à assurer en définitive les paiements au secteur privé (notamment bancaire). Toutefois, dans un contexte où le secteur privé est devenu la composante dominante du financement des pays émergents, trois approches sont aujourd'hui en débat concernant la gestion des restructurations de dettes souveraines :
- une approche juridictionnelle, proposée par le FMI lui-même, d’un mécanisme de restructuration des dettes souveraines (Anne Krueger – 2001). Il s’agirait de fournir un cadre complet susceptible de traiter ex post les problèmes des dettes souveraines, en s’appuyant sur différents instruments juridiques (agrégation de créances, suspension des actions en justice, création d’un forum de résolution des conflits…).
- une approche contractuelle qui consisterait à faciliter a priori le processus de restructuration des dettes souveraines par l’inclusion de Clauses d’Action Collective[64] (CAC) dans les contrats d’émission d’emprunts. De telles clauses figurent dans les émissions récentes de plusieurs pays importants (Mexique, Afrique du Sud, Brésil, Turquie…).
- une approche par l’instauration d’un « Code de Conduite » pour la restructuration des dettes souveraines, notamment proposée par Jean-Claude Trichet, alors Gouverneur de la Banque de France, au G20 de novembre 2002 à New-Delhi. Il s’agirait de fournir un cadre global non juridictionnel (ou « volontaire ») destiné à favoriser une gestion coopérative et ordonnée et au moindre coût pour l’ensemble des acteurs des crises (principes généraux, feuille de route, boîte à outils).

Dans tous les cas, les institutions financières internationales, en tant que conseillers et prêteurs, jouent un rôle clé dans la prévention et la gestion des crises au moyen de leur politique d’accès, c’est-à-dire à travers l'imposition des conditions dans lesquelles elles sont prêtes à accorder leur soutien au programme d’ajustement d’un pays membre et fixent l’étendue de ce soutien. En particulier, la prévention passe, du point de vue du FMI et de la Banque mondiale, par la mise en œuvre de politiques structurelles et macroéconomiques appropriées. À cet égard, les fonctions du FMI se sont élargies en prenant en compte les aspects structurels au-delà des seuls rééquilibrages de balances des paiements, et se sont fortement rapprochées de celles de la Banque mondiale. Jusqu’à la fin des années 1990, elles ont ainsi soutenu des programmes d’ajustement très stricts, parfois de façon concurrente, afin que les pays débiteurs honorent leurs obligations au titre de leur dette extérieure. Ces programmes ont généralement associé trois dimensions : réduction des dépenses publiques, privatisation des entreprises publiques et libéralisation des prix et des marchés, en particulier des marchés financiers et du marché du travail. Ils ont à leur tour entraîné de très lourdes restructurations des administrations et des entreprises dans les pays concernés. Depuis la fin des années 1990, le FMI a un peu assoupli sa politique de conditionnalité et adopté une attitude plus pragmatique, considérée par certains comme moins idéologique.
Depuis une quinzaine d’années, les actions régulatrices du FMI et de la Banque mondiale font en effet l’objet de nombreuses critiques, de deux origines principales :
- l’une sociale[65], qui met en cause l’absence de transparence, l’incidence des programmes d’austérité sur les plus pauvres, l'application d'un modèle unique et les atteintes portées à la souveraineté des États ;
- l’autre libérale, qui stigmatise le caractère bureaucratique, coûteux et interventionniste d’institutions dont les conseils se sont souvent révélés inappropriés.

#### Commerciale
Créée au 1er janvier 1995, l’Organisation mondiale du commerce (OMC) participe également des institutions de Bretton Woods. Elle fait suite à l’Accord général sur les tarifs douaniers et le commerce (GATT), entré en vigueur le 1er janvier 1948, qui avait pour objet de favoriser le multilatéralisme commercial par la réduction des obstacles tarifaires et non tarifaires au commerce international.
Il reposait sur trois grands principes :
- la règle de la non-discrimination (clause de la nation la plus favorisée),
- la recherche de la diminution des tarifs douaniers,
- l'interdiction des restrictions quantitatives.

Le GATT a fortement contribué à un libéralisme commercial multilatéral accompagnant le libéralisme unilatéral préconisé par les institutions de Bretton Woods dans le cadre des programmes d'ajustement. Sur cette base, l’accord instituant l’OMC consacre l’établissement d’un système commercial international globalisant qui intègre certains aspects des politiques économiques nationales (subventions, investissement, propriété intellectuelle, services…). Elle est par ailleurs dotée, depuis l’achèvement de l’Uruguay Round, d’un organe de règlement des différends (ORD), habilité à autoriser la mise en œuvre de sanctions commerciales à l’encontre des États qui enfreignent les règles qu’elle a pour mission de faire respecter.
Plus encore que celle du FMI ou de la Banque mondiale, l’action de l’OMC est au cœur des débats concernant la mondialisation des échanges, dans ses finalités comme dans ses modalités. Au-delà de ses implications purement commerciales, elle débouche en effet sur des questions aussi variées que la croissance économique, la réduction des inégalités entre pays en fonction de leur niveau de développement, l’emploi, la répartition des activités productives entre les territoires, l’environnement ou l’application de normes sociales. L’échec de la conférence de Seattle, en 1999, et les manifestations qui l’on entourée en donnent une illustration.
Mais quel que soit le jugement porté sur ses conséquences, il est certain que l’action de l’OMC a constitué et constitue un puissant levier de restructuration des économies nationales, à deux niveaux :
- en premier lieu en raison des efforts déployés par les nations pour pouvoir y adhérer afin d’accéder à de nouveaux marchés, comme l’ont fait récemment la Chine et la Russie,
- en second lieu à travers la concurrence internationale qu’elle organise après l’adhésion et les règles nouvelles de libéralisation des échanges qui résultent des négociations auxquelles elle préside.

#### Sociale
L’organisation internationale du travail (OIT) a mis en place une convention sur le licenciement en 1982 qui stipule qu’un « travailleur ne doit pas être licencié sans qu'il existe un motif valable de licenciement lié à son aptitude ou à sa conduite ou fondé sur les nécessités du fonctionnement de l'entreprise, de l'établissement ou du service » et qu’en cas de licenciement collectif « les pouvoirs publics doivent encourager les employeurs à consulter les représentants des travailleurs et à rechercher d'autres solutions (par exemple, un gel du recrutement ou une réduction du temps de travail) ». La convention traite également les questions des indemnités de départ, du préavis, des procédures de recours contre une mesure de licenciement, de l'assurance chômage et de la notification des autorités en cas de licenciement collectif. Cette convention n’a toutefois été ratifiée que par un faible nombre de pays, dont la France. Elle est assortie d’une recommandation sur le licenciement.

### Européenne
Si, d'un point vue réglementaire, la gestion des restructurations relève de systèmes nationaux, une recherche d'harmonisation a été entreprise au niveau européen depuis le milieu des années 1970. Trois directives européennes exigeant des transpositions législatives nationales ont ainsi été adoptées pour produire, selon les pays, des résultats variables :
- la première, de 1975 modifiée en 1998, sur les licenciements collectifs[71], instaurant notamment des obligations pour les employeurs : information, consultation des représentants des travailleurs et encouragements à mettre sur pied des mesures sociales allant de la prévention à la réparation des préjudices subis ;
- la seconde, de 1977, modifiée en 2001, sur les transferts d’entreprises[72], instaurant notamment une obligation de maintien des contrats de travail et des droits afférents ;
- la dernière, de 1980, modifiée en 2002, relative aux défaillances d'entreprises[73], instaurant notamment des fonds de garanties sociales (salaires, prestations..) pour les travailleurs dont les entreprises font face à des actions de redressement judiciaire ou de liquidation.

### Nationale
Les dispositions réglementaires en vigueur dans les différents pays développés concernant la gestion des restructurations participent des règles qui régissent les relations entre les employeurs et les salariés. Mais elles s'inscrivent aussi dans le cadre général des politiques de l'emploi déployées nationalement. Or, ces politiques relèvent de conceptions variées qui conduisent à privilégier tel ou tel levier d’action. Elles ne trouvent par ailleurs leur cohérence qu’au sein d’un système institutionnel plus large qui leur confère leur efficacité. Au niveau des entreprises, la gestion des restructurations dépend enfin des systèmes institués d'organisation de la relation sociale entre les employeurs et les représentants des travailleurs.

#### Les modèles de régulation
On peut très schématiquement distinguer trois modèles :
- Un modèle « anglo-saxon » d’ajustement par les prix qui privilégierait le marché externe de l’emploi, et donc le coût du travail, comme variable d’ajustement du marché de l’emploi. Dans un tel système, les politiques de l’emploi jouent un rôle limité et la principale mesure d’accompagnement des restructurations passe par l’indemnisation de la perte d’emploi. Dans ces conditions, l’arsenal réglementaire de régulation des suppressions d’emploi est très réduit et s’attachera en premier lieu à encadrer les risques de discrimination.
- Un modèle « continental » d’ajustement par les volumes, dont relèveraient notamment la France, la Belgique et dans une moindre mesure l’Allemagne, qui privilégierait le marché interne de l’emploi. Dans un tel système, les politiques de l’emploi jouent un rôle important et vont s’efforcer d’une part d’amener les entreprises à conserver leurs salariés et d’autre part de réguler l'offre de travail, en particulier par des mesures d’âge telles que les préretraites. Dans ces conditions, l’arsenal réglementaire de régulation des suppressions d’emploi est très développé et s’attachera à encadrer la justification du licenciement et à imposer la mise en place d’un plan social aux entreprises.
- Un modèle « nordique » d’ajustement par la qualité, dont relèveraient en particulier les Pays Bas et les pays scandinaves, qui privilégierait le marché professionnel de l’emploi. Dans un tel système, les politiques de l’emploi jouent également un rôle important et vont chercher à promouvoir l’accompagnement collectif à la mobilité professionnelle. Dans ces conditions, l’arsenal réglementaire pourra être relativement développé, mais fera également jouer un rôle important à la dérogation négociée (faculté de déroger à la règle par voie d’accord collectif).

Chaque pays penche, bien entendu, vers un modèle en accord avec ses institutions propres, qui renvoient elles-mêmes à une histoire singulière et à des conceptions variées de la manière de faire société. Pourtant, tous sont confrontés aux mêmes difficultés lorsqu’on en vient à la question des restructurations, les étapes et les conséquences des processus de restructuration étant partout similaires. De même, d’un point de vue pratique, on constate que lorsqu’une réponse à tel ou tel problème soulevé par une restructuration particulière est trouvée, tous répondent globalement de la même manière. Pour autant, le degré d’acceptabilité sociale ou managériale de certaines de ces réponses est influencé par le modèle en vigueur. C’est ainsi par exemple que le modèle « anglo-saxon » s’accommode de pertes de revenus plus importantes que le modèle « continental » en cas de transition professionnelle de même que le modèle « continental » s’accommode mieux de l’éviction des salariés âgés que le modèle « nordique ».

#### Les systèmes institutionnels
Au-delà de la référence à un modèle, les dispositions réglementaires participent de systèmes nationaux plus ou moins cohérents et aptes à faciliter la recherche de ces réponses. C'est ainsi que Lefebvre et Méda (2006) relèvent que le système danois de flexibilité, où les règles de rupture du contrat de travail sont très peu contraignantes, ne tire pas son efficacité de cette seule caractéristique mais de son inscription dans un dispositif plus large qui y associe un dialogue social particulièrement développé, une indemnisation du chômage de bon niveau, des politiques actives d'emploi efficaces et un investissement dans les déterminants structurels de la croissance. De même, Boyer (2006) lie l’efficacité du système danois à « la complémentarité de trois dispositifs, habituellement faiblement coordonnés : le droit du travail, le régime d’indemnisation du chômage et la politique d’emploi ».
Ces configurations institutionnelles sont variées d'un modèle à l'autre. Les États-Unis, qui relèvent d’un autre modèle que le modèle « nordique », conjuguent faible protection de l’emploi et flexibilité du marché du travail avec des politiques monétaires et budgétaires visant le plein emploi, une politique commerciale relativement protectrice et un dispositif spécifique de gestion des restructurations.
Elles ne sont pas non plus homogènes au sein d’un même modèle : les systèmes danois, finlandais, suédois, néerlandais et norvégiens relèvent tous du modèle « nordique » et présentent des résultats similaires, mais les trois derniers sont dotés d’une réglementation assez fortement protectrice de l’emploi à la différence des deux premiers. À cet égard, Pochet (2008) émet l’hypothèse que ce n’est pas le dispositif réglementaire qui assure la cohérence du modèle « nordique », mais « l’anticipation et l’aide au changement », notamment par la mise en place de « systèmes d’intervention rapide déclenchés par l’annonce d’un licenciement collectif et destinés à atténuer les effets potentiels d’un tel licenciement (en réorientant par exemple les travailleurs vers les offres d’emplois avant même le licenciement) ».
À l'opposé, la cohérence des systèmes institutionnels des pays relevant du modèle « continental » apparaît généralement plus problématique (bien qu’un pays comme l’Autriche, qui relève de ce modèle, présente également de très bons résultats sur le plan de l'emploi et de la gestion des transitions professionnelles). En particulier, la France dispose d'un dispositif réglementaire qui n'a cessé de s'enrichir au cours des trente dernières années et qui vise à réguler les restructurations, favoriser la gestion prévisionnelle de l'emploi et des compétences, instaurer un droit au reclassement et promouvoir la recherche de solutions négociées. Pourtant, Bruggeman et Paucard (2008) constatent qu'en France « les dispositifs adoptés ont échoué à susciter une dynamique sociale tournée d'abord vers la préservation de l'emploi, puis vers la préparation et la gestion des transitions » en situation de restructuration.

#### Les modes de dialogue social
Parmi les dispositifs institutionnels de gestion des restructurations, les modalités instituées d'organisation du dialogue social jouent enfin un rôle déterminant, en particulier dans la relation entre les systèmes de gouvernance d'entreprise et de représentation des travailleurs. À cet égard, une étude de l’EIRO propose une typologie des systèmes de gouvernement d’entreprise et de représentation du personnel en situation de restructuration dans les différents pays de l’Union européenne (plus la Norvège). Elle distingue :
- Les systèmes internes stables avec une forte tradition de concertation sociale qui regroupent l’Autriche, le Danemark et le Luxembourg. Il s’agit de pays caractérisés par un système de gouvernement d’entreprise de type interne généralement stable et dans lequel le système de concertation sociale resté pratiquement intact contribue à influencer fortement l’ampleur et la nature du processus de restructuration.
- Les systèmes internes évoluant progressivement, avec un partenariat social bien implanté, qui regroupent la Belgique[84], la Norvège, la Suède[85] et l’Allemagne[86]. Il s’agit de pays caractérisés par un système de gouvernement d’entreprise de type interne et une forte tradition de concertation sociale mais qui connaissent actuellement des mutations dans la nature du système interne du fait de l’importance croissante de l’investissement étranger dans le pays et de la forte internationalisation des grandes sociétés nationales. La gestion des restructurations y reste néanmoins marquée par une tradition durable de codétermination.
- Les systèmes internes évoluant rapidement, avec une tradition persistante de partenariat social, qui regroupent les Pays-Bas[87] et la Finlande. Il s’agit de pays où les systèmes internes de gouvernement d’entreprise ont été remis en question au cours de ces dernières années. Si les systèmes nationaux de partenariat social sont restés presque identiques, le pouvoir croissant des actionnaires externes aurait amoindri la capacité des représentants du personnel à modeler les conséquences des restructurations.
- Les systèmes internes en mutation, avec des droits des salariés basés sur la force des syndicats, qui regroupent la Grèce, le Portugal, l’Italie[88], la France[89] et l’Espagne[90]. Il s’agit de pays « latins » où les systèmes internes de gouvernement d’entreprise sont traditionnellement marqués par la prépondérance de l’État et du capitalisme familial et où les salariés exercent une influence sur les restructurations principalement en raison de la force des syndicats et non de systèmes formels de codétermination. Ces systèmes évolueraient rapidement, principalement en raison de privatisations et de l’internationalisation des grandes entreprises.
- Les systèmes externes avec une approche minimaliste des droits des salariés qui regroupent l’Irlande et le Royaume-Uni[91]. Il s’agit de pays caractérisés par un actionnariat volatil, la primauté des intérêts des actionnaires et des droits des salariés relativement limités. Dans ces pays, une forte présence syndicale peut néanmoins influencer les conséquences des restructurations sur les salariés.

## Approche sociale
La montée en puissance des restructurations d'entreprises a conduit, dans la plupart des pays industrialisés et en particulier en Europe, à mettre en place des politiques spécifiques de gestion de l’emploi qui peuvent être catégorisées selon trois grandes modalités successives.

### La régulation du marché du travail
La première modalité, dont l’émergence peut être située entre 1965 et 1975 selon les pays, porte sur la régulation du marché du travail et la protection de l’emploi et des travailleurs exposés aux licenciements. C’est au cours de cette période que se mettent en place :
- une distinction entre les licenciements économiques et les autres licenciements, assortie de contraintes plus rigoureuses pour les premiers notamment concernant la justification du licenciement et la sélection des travailleurs licenciés ;
- le principe d’un contrôle de l’État et d’une consultation des représentants du personnel, voire d’une négociation entre l’employeur et les organisations syndicales, en cas de licenciements collectifs ;
- l’instauration de régimes d’indemnisations spécifiques, par l’employeur et par les régimes d’assurance chômage, en cas de licenciement économique ;
- la mise en place de mécanismes socialement acceptables de retrait du marché du travail, notamment par le biais de préretraites.

Cette dernière dimension de la régulation du marché du travail sera poursuivie par l’instauration de différents régimes d’incapacité, notamment au Royaume-Uni dans les années 1980 et dans certains pays d’Europe du nord dans les années 1990 (en particulier les Pays-Bas et la Suède).

### La gestion des transitions professionnelles
Devant la montée inexorable du chômage dans la plupart des pays développés et la permanence des restructurations, une deuxième série de mesures est adoptée entre la fin des années 1970 et le début des années 1990. Porteuse d’une ambition de gestion des mobilités professionnelles, et donc de régulation du flux et non plus seulement du stock des demandeurs d’emploi, elle recouvre trois grandes catégories de dispositions :
- la mise à la disposition des entreprises qui restructurent, le cas échéant avec la contribution de fonds publics, de « boîtes à outils » visant à favoriser la flexibilité du travail, fonctionnelle (polyvalence et reclassement) et salariale (prise en charge temporaire de la rémunération du salarié par un organisme extérieur). C’est ainsi développé l’usage plus ou moins important de mesures de chômage partiel, d'aide au passage à temps partiel, à la formation, à la mobilité géographique, etc.
- l’individualisation de l’accompagnement des travailleurs licenciés à la recherche d’un nouvel emploi. Portés par des institutions variées, les outils utilisés sont très semblables d’un pays à l’autre (établissement de bilans professionnels, de bilans de compétences, aide à la rédaction de CV, aide à la recherche d’emploi, stage d’apprentissage des techniques de recherche d’emploi, coaching, organisation et ingénierie de formation, aide à la création ou reprise d’entreprise, etc.) ;
- la création des « institutions », publiques et privées, chargées de mettre en œuvre cet accompagnement (cellules de reclassement et unités techniques de reclassement en France, job security foundations en Suède, transfer companies en Allemagne, cellules de formation reclassement en Belgique, job centers plus au Royaume-Uni, etc.).

### La prévention de l’exclusion professionnelle
Plus récemment, la permanence d’un chômage de longue durée et le constat de difficultés croissantes d’insertion durable des jeunes, en particulier les moins qualifiés, et d’exclusion des salariés les plus âgés, ont conduit à envisager une troisième vague de mesures, tournées vers la prévention de l’exclusion professionnelle et sociale. Il s’agit en particulier des dispositions visant à promouvoir :
- l’anticipation des situations de restructuration. Cet aspect se traduit notamment par un allongement des délais de préavis en cas de licenciement économique en Suède ou en Allemagne, le principe de l’annonce précoce (« early warning ») des restructurations envisagées au Royaume-Uni, l’instauration récente d’une obligation triennale de négociation sur les modalités d’information et de consultation des représentants du personnel sur la stratégie de l’entreprise et ses effets prévisibles sur l’emploi et sur la gestion prévisionnelle de l'emploi et des compétences (GPEC) en France, etc.
- l’entretien de l’employabilité des travailleurs. Là encore, plusieurs dispositions relativement récentes ont été adoptées dans différents pays européens, telles que le droit individuel à la formation (DIF) en France, la Validation des acquis de l'expérience en France et en Suède ou les « Union Learning Representatives » au Royaume-Uni ;
- la prise en compte de la dimension territoriale dans la gestion des restructurations. Ce dernier registre d’action est encore peu formalisé, même si de nombreuses expériences existent localement un peu partout en Europe. Mais à ce jour[Quand ?], seule la France a inscrit dans la loi une obligation de redynamisation territoriale en cas de restructuration mettant en cause l’équilibre du bassin d’emploi (articles L 1233-84 à 89 du code du travail).

La montée de la problématique des marchés transitionnels du travail, développée au début des années 1990 par l'économiste allemand Günther Schmid, participe également de cette réflexion. Bernard Gazier (2005), qui évoque l’ambition non seulement « d’équiper les gens pour le marché » mais aussi « d’équiper le marché pour les gens », en définit ainsi l’objectif : « pratiquement, il s’agit de lutter contre l’exclusion en multipliant les opportunités disponibles pour les travailleurs, et en mettant en quelque sorte sous pression les entreprises. Les politiques actives de l’emploi telles qu’elles ont été développées au Danemark constituent un exemple, parmi d’autres, d’une telle approche. » Il cite notamment l’exemple de la « rotation des emplois » instaurée au Danemark dans les années 1990 qui a consisté à créer à très grande échelle un congé (parental ou de formation) donnant lieu à remplacement par un chômeur préalablement formé. À l'issue du congé, la personne qui a fait le remplacement a été une fois sur deux embauchée par l'entreprise tandis que les autres sont reparties sur le marché du travail, avec six mois ou un an d'expérience professionnelle.

## La médiatisation des restructurations

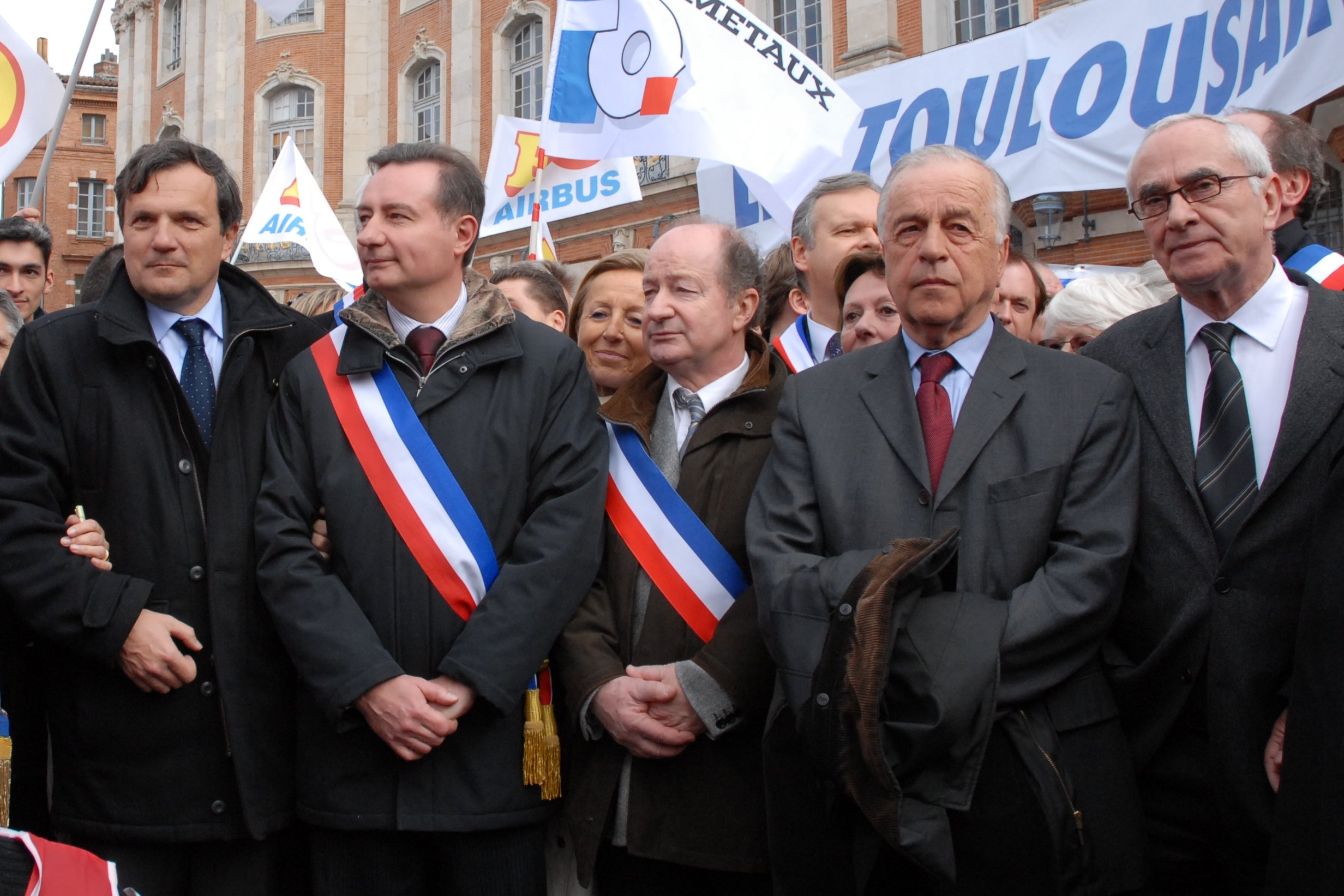
Élus (Jean-Luc Moudenc, Bernard Keller, Pierre Izard & Martin Malvy) lors d'une manifestation de protestation contre le plan Power 8 d'Airbus à Toulouse (6 mars 2007).

Voir aussi Liste des plans de licenciement en France.*
La plupart des restructurations d'entreprises se déroulent dans le silence ou ne suscitent qu'un émoi local. Pourtant, chaque année, quelques restructurations, par leur ampleur, leur dimension symbolique ou la violence des mouvements sociaux qu'elles entrainent en viennent à recevoir un écho national, voire international. Au cours des dix dernières années, en France et en Belgique, cela a en particulier été le cas :
- en 1997 : de la fermeture de l'usine Renault à Vilvoorde[97], en Belgique
- en 1998 : de la fermeture de l'usine Chausson à Creil[98] et de l'usine Levi's à La Bassée[99]
- en 1999 : de la restructuration annoncée par Michelin et de la perspective de fermeture des usines lorraines de Daewoo[100]
- en 2000 : de la fermeture de l'usine Cellatex à Givet[101]
- en 2001 : de la restructuration de Moulinex avec notamment la fermeture des usines de Cormelles-le-Royal[102] et d'Alençon ; celle des usines LU[103] du groupe Danone ; celle de Marks & Spencer en France ou encore du projet « Gros » de fermeture de l'usine Bata de Bataville[104]
- en 2002 : de la restructuration d'Air Lib et de la fermeture de l'usine Metaleurop à Noyelles-Godault[105]
- en 2003 : de la restructuration du GIAT, avec notamment la fermeture des usines de Saint-Chamond et de Tarbes, et de l'annonce par le groupe Arcelor de la fermeture de ses hauts fourneaux du bassin liégeois (Belgique)
- en 2004 : de la restructuration de l'usine Bosch de Venissieux
- en 2005 : de la restructuration des activités de services et de R&D de Hewlett-Packard à Grenoble
- en 2006 : de la restructuration de Volkswagen avec notamment le risque de fermeture de l'usine de Forest, en Belgique
- en 2007 : du plan Power 8 de restructuration d'Airbus
- en 2008 : de la restructuration de l'aciérie d'ArcelorMittal à Gandrange
- en 2009 : de la fermeture de l'usine Molex de Villemur-sur-Tarn et de l'usine de Continental AG à Clairoix

Au-delà des très nombreux articles et reportages qu'elles ont pu susciter, ces opérations emblématiques ont parfois donné lieu à des documentaires qui ont contribué à nourrir le débat public sur les restructurations. Quelques films à mi-chemin entre documentaire et fiction ou de pure fiction se sont également emparés de cette problématique.